# Maelström (film)
Maelström  è un film del 2000 scritto e diretto da Denis Villeneuve.
Presentato nella sezione Panorama al Festival di Berlino, vincendo il Premio FIPRESCI, ha poi trionfato ai premi cinematografici nazionali canadesi, vincendo 8 Premi Jutra e 5 Premi Génie, compresi quelli per miglior film, regia e sceneggiatura.

## Trama
La storia è narrata da un pesce parlante. Una sera Bibiane Champagne, una giovane donna del Québec, investe e uccide accidentalmente un uomo con la sua macchina. La ragazza, avendo avuto una vita abbastanza travagliata ed ora sovrastata dai sensi di colpa, decide di togliersi la vita buttandosi nel fiume. Bibiane però viene salvata ed interpreta la sua sopravvivenza come la possibilità di ricominciare da capo. Dopo aver saputo l'identità dell'uomo che ha ucciso, un immigrato norvegese di nome Annstein Karlsen, la protagonista si innamorerà di Evian, il figlio della vittima e la sua vita cambierà del tutto.

## Riconoscimenti
- 2000 - Montreal World Film Festival
  - Miglior film canadese
  - Miglior contributo artistico (André Turpin)
- 2001 - Festival di Berlino
  - Premio FIPRESCI - sezione Panorama
- 2001 - Premi Génie
  - Miglior film
  - Miglior regia
  - Miglior sceneggiatura
  - Miglior attrice protagonista (Marie-Josée Croze)
  - Miglior fotografia
- 2001 - Jutra Awards
  - Miglior film
  - Miglior regia
  - Miglior sceneggiatura
  - Miglior attrice (Marie-Josée Croze)
  - Migliore fotografia
  - Miglior montaggio
  - Migliore scenografia
  - Miglior sonoro
- 2001 - Festival di Mons
  - Grand Prix